# Співоче поле (Тернопіль)

Співоче поле

Фонтан «Олімпіада»

Співоче поле — перше в Україні Співоче поле для концертних вистав у парку Національного відродження у Тернополі.

## Історія
Відкрите у червні 1986 р. під час Першого Республіканського свята народної творчості, яке проходило в Тернополі. Тоді тут виступили найкращі музичні та хорові колективи України, зокрема, хор імені Григорія Верьовки, Черкаський і Полтавський народні хори. Ведучою свята була відома українська дикторка Тамара Стратієнко.
Сцена розрахована на 1200 артистів. П'ять тисяч глядачів розміщуються в амфітеатрі, стільки ж — на видових майданчиках.
Щорічно тут проводяться фестивалі, концерти, поблизу на алеях — виставки квітів, свято меду, народних ремесел.
Щорічно 28 серпня на День міста тут нагороджують найкращих тернополян.